# Ildiko Barbu
Ildiko Barbu Kerekes (* 23. November 1975 in Baia Mare) ist eine ehemalige rumänische Handballnationalspielerin und jetzige Trainerin.

## Laufbahn
In ihrer Jugend spielte Ildiko Barbu bei CSȘ 2 Baia Mare. In unterschiedlichen Altersklassen erhielt sie bei Wettbewerben zwei Goldmedaillen und drei Bronzemedaillen. Nach weiteren fünf Jahren in der A-Mannschaft spielte sie mit CS Oltchim Râmnicu Vâlcea in sechs Saisons auf europäischer Ebene. Nach einem Jahr bei Cornexi Alcoa (Ungarn), spielte sie für SD Itxako Estella, womit Ildiko Barbu beim EHF-Pokal 2007/08 das Finale erreichte. Sie wechselte zurück zur Heimat und spielte zuerst für Rulmentul Brașov eine Saison lang und wechselte schließlich 2009 zu SCM Craiova, wo sie 2013 ihre Karriere beendete.
1995 gewann sie die Goldmedaille bei den U-20-Handball-Weltmeisterschaft der Frauen in Aracaju, Brasilien. Mit dem Team nahm sie an drei Weltmeisterschaften (1999, 2001 und 2003) und drei Europameisterschaften (1996, 2000 und 2002) teil. Außerdem ist Ildiko Barbu doppelte Silbermedaillengewinnerin bei den Weltmeisterschaften 1998 und 2000.
Nach ihrer aktiven Karriere übernahm Ildiko Barbu den SCM Râmnicu Vâlcea als Trainerin. Zwei Jahre später war sie bei einigen Abteilungen der rumänischen Nationalmannschaft der Frauen tätig. Zum Schluss übernahm sie den CNE Rm. Vâlcea.

## Privates
Bis 2013 unterrichtete sie Sport an Schulen. Seit dem Wintersemester 2013/14 unterrichtet Ildiko Barbu an der Hochschule.

## Erfolge
Als Trainer: Rumänischer Supercup / Cupa României (2018)
Als Spielerin:
- Gold beim U20 Balkan-Cup 1992 und bei der U-20-Handball-Weltmeisterschaft 1995
- Silber bei den Weltmeisterschaften 1998 und 2000
- Gold bei der rumänischen Liga 1999, 2000, 2002.
- Gold beim rumänischen Pokal, jeweils 1999, 2001, 2002.
- Silber bei der spanischen Liga 2008
- Finalistin beim EHF-Pokal 2008